# Motor Mercedes-Benz M113
O motor Mercedes-Benz M113 (e o similar M155) é um motor a pistão V8 usado em automóveis, é usado nos anos 2000. Ele foi baseado no similar V6 M112, que foi introduzido em 1998.
Os Mercedes-Benz M113’s padrões são construídos em Untertürkheim na Alemanha, enquanto a versão AMG E55 é produzido na fábrica da AMG em Affalterbach na Alemanha. Os M113’s tem o bloco do motor em aluminio e o cabeçote de aluminio SOHC possui duas velas por cilindro. Os cilindros são revestidos com silício/alumínio, e o cabeçote tem 3 válvulas por cilindro. Outras características incluem injeção de combustível SFI, bielas fraturadas em aço fojado, comando de válvulas fundido em uma só peça e um coletor de admissão de magnésio.

## M155 ML55
O M155 ML55 é uma versão especial do motor 5.4L (5439 cc) E55 feito para o Mercedes-Benz SLR McLaren. Sua potência é de 615 hp (458 kW) @ 6500 rpm com torque de 575 ft·lbf (779 N·m) @ 3250 rpm. Uma versão preparada com 650 hp (478 kW) @ 6500 rpm e torque de 605 ft·lbf (820 N·m) @ 4000 rpm aquipa o 722 edition.
Aplicações
- 2004 Mercedes-Benz SLR McLaren
- 2006 Mercedes-Benz SLR McLaren 722 Edition